# Moghra
Moghra est une oasis située dans le gouvernorat de Marsa-Matruh, dans le nord de l'Égypte. Il s'agit d'un petit lac de 4 km2 contenant de l'eau saumâtre, des marais salants et des roseaux. L'oasis est inhabitée.

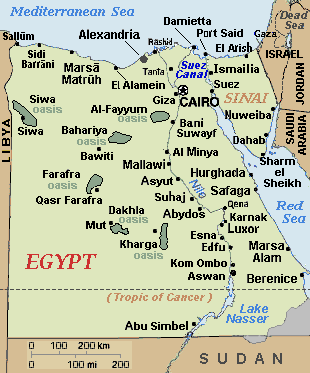
Carte des principales oasis d’Égypte.

## Géographie
Moghra est située dans le nord-est de la dépression de Qattara.

## Climat
Moghra possède un climat désertique chaud (classification de Köppen BWh).